# Roddy Frame

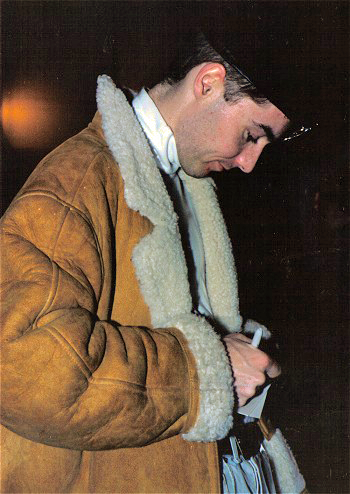
Roddy Frame

Roddy Frame (geboren am 29. Januar 1964 in East Kilbride) ist ein schottischer Singer-Songwriter und Musiker. Er war der Gründer der New-Wave-Band Aztec Camera aus den 1980er Jahren und hat nach der Auflösung der Gruppe eine Solokarriere gestartet. Im November 2013 beschrieb der Journalist Brian Donaldson Frame als: „Das Wunderkind von Aztec Camera wurde zum Elder-Statesman des intelligenten, melodischen, wehmütigen Scotpop.“
Seit dem Ende des Projekts Aztec Camera hat Frame vier Soloalben veröffentlicht, zuletzt 2014 das Album Seven Dials.

## Jugend
Frame wuchs in East Kilbride, South Lanarkshire, Schottland, auf und besuchte die Duncanrig Secondary School. Frame war von klein auf von Musik umgeben, da seine älteren Schwestern Musikfans waren und eine Vielzahl von Künstlern wie die Beatles und die Rolling Stones hörten. So begann er schon sehr früh, das Gitarrenspiel zu erlernen. Während seiner ersten Jahre als Gitarrist hörte Frame häufig Wilko Johnson und konnte dadurch viele von Johnsons-Songs spielen.
Als Kind und Jugendlicher ließ sich Frame von einer Vielzahl musikalischer Einflüsse inspirieren, darunter David Bowie, Velvet Underground, die Byrds und Love. Nach dem Aufkommen der Punk-Subkultur erklärte Frame, dass er sich von ihr angezogen fühlte, „da sie sagte: 'Jeder kann es schaffen. Du kannst eine Band gründen.' … Es war befreiend.“ Als einen seiner Haupteinflüsse nannte er John McGeochs Gitarrenspiel bei Magazine und Siouxsie and the Banshees.
Frame fühlte sich von der Mode von Punkbands wie den New York Dolls und den Sex Pistols angezogen, ließ sich dann aber vom Look von Mark E. Smith von The Fall inspirieren. Frame bezeichnete Bowie als einen wichtigen Einfluss und erzählte, dass er seiner Mutter immer wieder den Song „Space Oddity“ vorspielte.

## Karriere
Aztec Camera
Frames erste Band hieß Neutral Blue. Im Alter von 16 Jahren unterschrieb Frame bei dem Label Postcard Records – neben Orange Juice und Josef K – und nahm mit seiner nächsten Band, Aztec Camera, eine Reihe von Low-Budget-Singles auf, darunter „Just Like Gold“ und „Mattress of Wire“. Die Musik von Aztec Camera erregte die Aufmerksamkeit von John Peel, einem Moderator von BBC Radio 1, und des New Musical Express (NME).
1983 veröffentlichten Aztec Camera High Land, Hard Rain, ihr erstes Album bei Rough Trade Records; allerdings enthielt das Album nicht die ersten beiden Postcard-Singles. Der Eröffnungssong des Albums, „Oblivious“, wurde eine Hit-Single und Aztec Camera wurden daraufhin eine der wichtigsten Acts von Rough Trade. In Tracks wie „Walk Out to Winter“ und „Back on Board“ sang Frame poetische Texte über die verlorene und die wiedergefundene Liebe – Themen, die er auf den folgenden Aztec Camera-Alben wieder aufgreifen sollte. Das Album verschaffte der Band auch in den Vereinigten Staaten Aufmerksamkeit, und das amerikanische Magazin Creem veröffentlichte eine Rezension, in der es hieß: „Die Welt ist nicht perfekt. Aber High Land, Hard Rain ist nah dran.“
Nach High Land, Hard Rain verbrachte Frame einige Zeit in New Orleans, USA, und hörte dort das Album Infidels von Bob Dylan. Nachdem er gelesen hatte, dass der Gitarrist und Sänger der Dire Straits, Mark Knopfler, das Album produziert hatte, begann Frame, Songs zu schreiben, die auf einem Sound basierten, von dem er dachte, dass Knopfler damit arbeiten könnte. Frame nahm die Band daraufhin bei der Plattenfirma WEA Records unter Vertrag und schaffte es, Knopfler für die Produktion des zweiten Albums, Knife, zu gewinnen, das 1984 erschien. Der Titelsong dauert fast neun Minuten, während „All I Need is Everything“ das Radioplay bekam.
Um diese Zeit herum wurde Frame zu einer Art Einsiedler, der in einer abgelegenen Holzhütte in Hollywood, Marple Bridge, in den Hügeln oberhalb von Manchester lebte, und „Phasen guter und schlechter mentaler Gesundheit durchlebte“, während er weiterhin Musik für das nächste Album von Aztec Camera schrieb, einschließlich des Textes „From Westwood to Hollywood“ in dem Song „Somewhere in My Heart“.
Das dritte Album von Aztec Camera, Love von 1987, wurde in den USA mit Soul-, R&B- und Pop-Produzenten wie Michael Jonzun, Tommy LiPuma und Rob Mounsey aufgenommen. In dieser Phase der Bandgeschichte war Frame die einzige treibende Kraft und erklärte 2014: „Ich war jung und wollte Dinge tun wie nach Amerika gehen und eine Art Jimmy-Jam-&-Terry-Lewis-Platte machen.“ Das Album wurde von Eric Calvi produziert, der zuvor mit Afrika Bambaataa und Al Jarreau gearbeitet hatte, und wurde von Soul- und R&B-Sängern wie Dan Hartman und Tawatha Agee gesungen. Eine der Radiosingles von Love, „Somewhere in My Heart“, war der erste Top-10-Chart-Hit von Aztec Camera und Frame erklärte später, dass er beim Schreiben des Songs von Bruce Springsteen inspiriert wurde.
Die Vielfalt von Frames musikalischen Einflüssen zeigte sich auch in dem 1990 erschienenen Album Stray, für das er ein Duett mit seinem musikalischen Helden Mick Jones von The Clash bei dem Song „Good Morning Britain“ vortrug. Die Single-Veröffentlichung des Songs enthielt einen Live-Auftritt im Glasgower Barrowland, bei dem auch Jones auftrat, und ein Coverfoto von Bleddyn Butcher.
Frame nahm dann das nächste Aztec Camera-Album, Dreamland, mit dem japanischen Komponisten Ryuichi Sakamoto auf. Das 1993 veröffentlichte Album wurde von Julian Mendelsohn abgemischt, der bereits zuvor mit der Band zusammengearbeitet hatte. Für Frames letztes Album unter dem Namen Aztec Camera und die letzte Original-Studioaufnahme für WEA arbeitete Frame mit dem renommierten Produktionsteam Langer-Winstanley zusammen, das zuvor mit Madness und Elvis Costello zusammengearbeitet hatte.Frestonia wurde 1995 veröffentlicht und in den USA von Reprise Records veröffentlicht.
Alle sechs Aztec Camera-Studioalben wurden im August 2012 vom Label Edsel Records neu aufgelegt, das zuvor den gleichen Prozess für die Studioalben von Everything But The Girl durchgeführt hatte. Die Neuauflagen enthielten Bonustracks und Live-Aufnahmen. Im darauffolgenden Jahr gab die Domino Recording Company High Land, Hard Rain anlässlich des 30-jährigen Jubiläums des Albums neu heraus, einschließlich einer Vinyl-Pressung des Albums, die in der zweiten Jahreshälfte 2013 erschien. Frame gab eine Reihe von Live-Shows im Vereinigten Königreich, bei denen High Land, Hard Rain in seiner Gesamtheit mit Unterstützung einer Begleitband gespielt wurde. Einem Medienbericht vom 28. August 2013 zufolge war keines der ursprünglichen Bandmitglieder an den Shows beteiligt und die Jubiläumsveranstaltung war keine Aztec Camera-Reunion.